# Stanisław Szyszkowski
Stanisław Szyszkowski (ur. 4 maja 1963 w Krajnie) – polski polityk, rolnik, poseł na Sejm IV kadencji.

## Życiorys
W 1983 ukończył Zespół Szkół Rolniczych w Podzamczu Chęcińskim. Pracował jako rolnik. W latach 1998–2001 był radnym gminy Górno. W sierpniu 2006 został kierownikiem zakładu produkcji roślin w Rejonowym Przedsiębiorstwie Zieleni w Kielcach. Funkcję tę pełnił do grudnia tego samego roku.
W wyborach parlamentarnych w 2001 został wybrany na posła IV kadencji. Startował z listy Ligi Polskich Rodzin w okręgu kieleckim. Należał do Porozumienia Polskiego, jednak nie odszedł z klubu parlamentarnego LPR wraz z Janem Łopuszańskim w 2003. Dwa lata później opuścił LPR, przechodząc do koła poselskiego Dom Ojczysty. W 2005 bezskutecznie ubiegał się z ramienia tej partii o mandat senatora, w 2006 o mandat radnego sejmiku świętokrzyskiego z listy komitetu Porozumienie Samorządowe.
Zatrudniony w rejonowym przedsiębiorstwie zieleni. W 2007 zgłosił akces do Prawicy Rzeczypospolitej, a w 2009 został pełnomocnikiem okręgowym nowej partii – Naprzód Polsko (wyrejestrowanej w 2010). W wyborach samorządowych w 2010 bez powodzenia kandydował na wójta gminy Górno (otrzymał 7,06% głosów), a w 2014 i 2018 z listy Prawa i Sprawiedliwości ponownie ubiegał się o mandat w sejmiku.